# Molncistikola
Molncistikola (Cisticola textrix) är en fågel i familjen cistikolor inom ordningen tättingar.

## Utseende och läte
Molncistikolan är en mycket liten och streckad brun cistikola med kort stjärt, dock längre utanför häckningstid. Den är mycket lik andra små och kortsjärtade cistikolor, framför allt i vinterdräkt, men skiljer sig på sången som utförs i spelflykt: stigande serier med ljusa visslingar, följt av lägre "chek"-toner.

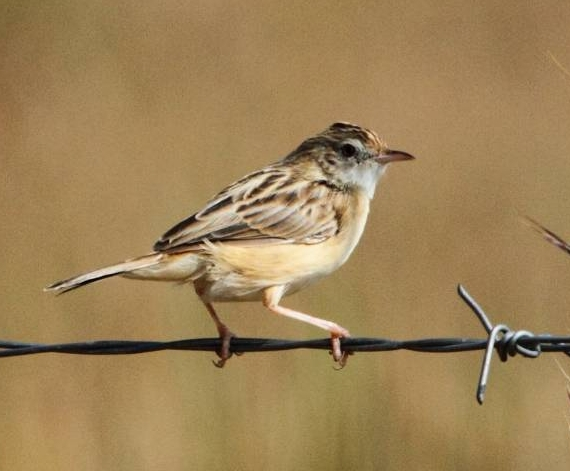

## Utbredning och systematik
Molncistikola förekommer i södra Afrika. Den delas in i fem underarter med följande utbredning:
- Cisticola textrix textrix – förekommer i sydvästra Sydafrika (Västra Kapprovinsen och sydvästra Östra Kapprovinsen)
- major-gruppen:
  - Cisticola textrix bulubulu – förekommer på höglandet i södra Angola
  - Cisticola textrix anselli – förekommer på höglandet i östra Angola och nordvästra Zambia
  - Cisticola textrix marleyi – förekommer i södra Moçambique, nordöstra Zululand och Natal-kusten
  - Cisticola textrix major – östra Sydafrika

### Familjetillhörighet
Cistikolorna behandlades tidigare som en del av den stora familjen sångare (Sylviidae). Genetiska studier har dock visat att sångarna inte är varandras närmaste släktingar. Istället är de en del av en klad som även omfattar timalior, lärkor, bulbyler, stjärtmesar och svalor. Idag delas därför Sylviidae upp i ett antal familjer, däribland Cisticolidae.

## Levnadssätt
Molncistikolan hittas i fynbos och gräsmarker. Den är mycket tillbakadragen större delen av året, men är väl synlig under spelflykten ovan sitt häckningsområde.

## Status och hot
Arten har ett stort utbredningsområde, men tros minska i antal, dock inte tillräckligt kraftigt för att den ska betraktas som hotad. Internationella naturvårdsunionen IUCN listar arten som livskraftig (LC).